# 黄瀬和哉
黄瀬 和哉（きせ かずちか、1965年3月6日 - ）は、日本の男性アニメーター、キャラクターデザイナー、アニメ監督。大阪府出身。株式会社プロダクション・アイジー取締役。

## 経歴
高校卒業後、大阪デザイナー専門学校に入学するも、求めていたアニメについての勉強できないことが分かり、4日で自主退学。ちょうどその頃、谷口守泰と村中博美の二人が主宰するアニメ制作会社アニメアールが地元大阪にあることを知り、入社する。同期には逢坂浩司、沖浦啓之、小森高博、柳沢まさひでがいる。
黄瀬は入社面接を担当した村中博美に師事し、村中の率いていたアニメアール第二スタジオに所属する。第二スタジオが分離してスタジオ・ムーと改名してからもそちらに籍を置いていた。
1989年、映画『機動警察パトレイバー the Movie』に作画監督として参加したのを契機に上京し、Production I.Gへ移籍する。
2011年、『たんすわらし。』（平成22年度若手アニメーター育成プロジェクト「PROJECT A」参加作品）で初監督を経験。
2013年、Production I.G社長の石川光久の指名により映画『攻殻機動隊 ARISE』で総監督を務める。黄瀬が担当したのは主に絵コンテのチェックと作画監督や原画の手伝いで、基本的に各話のストーリーや現場作業は各監督に任せ、脚本打ち合わせでも特に意見はせずに聞いていることが多かったという。一方、キャスティングに関しては、担当声優を全て変えるという大きな舵取りをしている。

## 作風
Production I.G社長の石川光久が「I.Gの秘密兵器」と評し、沖浦啓之、西尾鉄也とともにI.G作画三大神と呼ばれる名アニメーター。
アニメーターとして、押井守監督の『攻殻機動隊』シリーズや『機動警察パトレイバー』シリーズ、庵野秀明監督の『新世紀エヴァンゲリオン』のテレビシリーズや旧劇場版などを支えている。押井作品では作画監督として重要な役割を果たし、『GHOST IN THE SHELL / 攻殻機動隊』においては、実際に海外へのロケハンに赴いて実銃を撃って作画に反映したり、女性ボディビルダーを参考にしながら主人公・草薙素子の筋肉を描写したりして、押井の徹底的なリアリティへのこだわりに応えている。また押井が導入した「レイアウトシステム」と呼ばれる制作方法の担い手の一人でもあるが、自身はそれについて「アニメーターにとっては単純に面倒くさいだけ」と語っている。押井のレイアウト作りの前提にあるのは、カメラのレンズの効果を画に反映することであるが、人が自分の目で見ているものを描きたいのであれば、そのようなレンズの効果は本来必要がないので、黄瀬は「見た目で描いて存在感を出せるのだったら、ちまちまパースをとる必要はありません。絵ならではの嘘をついてしまえばいい」とまで述べている。
黄瀬の絵はリアルだと言われるが、同じくリアル系のアニメーターと言われる沖浦啓之とは目指している方向性が違い、実写的・写実的なリアルを追求しているわけではない。単に精密に描いているという意味でのリアルではなく、バランスの取り方、しわの描き方、独特な肉感の表現など、より感覚的なリアルである。アニメの表現では、膨大な情報量をどう削ぎ落としてシンプルに落とし込んでいくかにアニメーターとしての技術の差が出るが、黄瀬はその能力が非常に高く、フォルムの取り方や動かし方も、割り切れるところは割り切った描き方をしており、作画枚数も意外に使わない。若い頃から周りの状況や人物などを軽くラフでスケッチするなど、普段の生活の中で膨大なデッサンをして人間の仕草やフォルムをずっと研究していた。
「キャラクターは画であるけれど生身の存在だと思っている」と語り、それを生々しいまでに表現しようとする。映画『機動警察パトレイバー the Movie』では、自由にやっていいと言われた黄瀬が高田明美によるデザインを完全に無視してキャラクターを描いた結果、それまでのOVAとは大幅に違ってしまい、完成後に波紋を呼んだ。二作目の『機動警察パトレイバー2 the Movie』では、高田の方が1作目の黄瀬の絵に寄せてリアルめのキャラクターを描いてきたところ、それをまた無視して、もっとひどくリアルに描いた。
押井からは「作品全体のスケールをしっかりつかんだ上で作画ができる人」「元々色んな絵柄をやっていけて、あまりにも巧すぎて『自分の名前の売り所を自分から無くしているんじゃないか』という位何でも書くんです。ただ、黄瀬本人はアニメーター達が無意識に忌避して書きたがらない『中年男性』『日本人の顔』が大好きで、逆に『可愛い女の子』が全然描けないことで業界内では有名」「佇まいを描かせると天才的にうまい」「『立っている』『座っている』絵だけで肉体の存在感・情緒まで描き上げている」「黄瀬が描く女性には、色気・艶・エロチシズム等の独特な情緒がある。それは実写・スチル写真では絶対に表現できない」と評されている。
野村和也は「あまりにリアルすぎて普通の人だと意識できないかもしれないが、絵を描いている人間だったら驚くようなリアルさをきちんと絵に落とし込んでいる」と評している。
リアルへのこだわりは一貫しているが、それはカメラのレンズがつくるリアルではないと自身は考えている。黄瀬は2000年の『BLOOD THE LAST VAMPIRE』が自らの画作りの転換点であったと述べ、原作者の寺田克也の画を「コミック調のリアル」と表現し、そのマンガ的なニュアンスを取り入れている。その後、キャラクターデザインを手がけた『xxxHOLiC』シリーズでは、頭身が高く手足の長い、デフォルメされたCLAMPの絵柄に挑戦し、逆に『メイドインアビス』ではつくしあきひとの大幅にデフォルメされた丸っこいキャラクターにもとづいたデザインをするなど、実在の人間の骨格に囚われないマンガ的なキャラクターへの思い入れも強く表現するようになる。

## 人物
学生の頃からアニメが好きは好きだったが、業界を目指したのは、「画を描いてメシが食えたらいいなと思った」という理由が一番大きい。アニメーションに関わるようになったきっかけは、高校の時に仲間とペーパーアニメのようなものを作って自分が描いたものが動いたのを観た時に「面白い」と思ったから。学生時代はアニメというよりは漫画っぽい画を描いていた。
『あしたのジョー』シリーズや『エースをねらえ!』のアニメのキャラクターデザインを手がけた杉野昭夫の絵が好きだと語っている。
石川光久は「社会人としてはまったく褒められたもんじゃない（笑）。でも男気がある。例えば『内容が重くて、スケジュールもほぼ余裕がない』『100人頼んだら、100人断る』ような仕事を引き受けて、ものすごいクオリティで上げてくれたりする。そうかと思えば納期ギリギリまで本当に何もしない、ハラハラしていると最後の1カ月で1年分の仕事を終わらせちゃう。0か100しかない」と評している。
人間ドラマに寄った様なモノが好きであり、影響を受けた作品としてアニメでは『宇宙戦艦ヤマト』、『銀河鉄道999』、『AKIRA』、映画では『ブリキの太鼓』、『17歳のカルテ』を挙げている。

## エピソード
- インタビュー嫌いで知られ、たまにインタビュー記事が掲載されてもぶっきらぼうな受け答えのときがある。
- 押井守は「日本で一番バセット（バセットハウンド、押井お気に入りの犬種であり自身の作品に度々登場する）を描くのが上手い男」と評しているものの、本人は「自分以外描いていない」と述べている。しかし、『イノセンス』制作時にはスケジュールの都合でバセットが登場するシーンの作画を外され、後に演出を務めた西久保瑞穂に「一生恨みますよ」と漏らしている。
- 『GHOST IN THE SHELL / 攻殻機動隊』製作中にスタッフの間で『バーチャファイター』が流行し、黄瀬も仕事の合間を縫ってゲームセンターに通っていた。なかなか仕事に戻ってこない黄瀬を連れ戻すために制作進行がゲームセンターへ使い走りされたり、時には押井自らがゲームセンターに赴き、「俺と勝負して負けたら仕事に戻れ」とバーチャ対決を繰り返していたという。

## 参加作品

### テレビアニメ
1983年
- サイコアーマー・ゴーバリアン（動画）
- キャプテン翼（原画）

1984年
- 超力ロボ ガラット（原画）
- 重戦機エルガイム（原画）

1985年
- ダーティペア（原画）
- 蒼き流星SPTレイズナー（原画）

1986年
- 昭和アホ草紙あかぬけ一番!（原画）
- 機動戦士ガンダムΖΖ（原画）
- 光の伝説（原画）

1987年
- 赤い光弾ジリオン（作画監督）
- シティーハンター（原画）

1988年
- シティーハンター2（原画）
- 鎧伝サムライトルーパー（作画監督）

1989年
- 天空戦記シュラト（作画監督）

1990年
- ふしぎの海のナディア（原画）
- チンプイ（作画監督）
- ロビンフッドの大冒険（原画）

1992年
- 元気爆発ガンバルガー（作画監督）

1993年
- 無責任艦長タイラー（作画監督）

1994年
- BLUE SEED（キャラクターデザイン・作画監督）

1995年
- 新世紀エヴァンゲリオン（作画監督）

1996年
- 天空のエスカフローネ（原画）
- るろうに剣心 -明治剣客浪漫譚-（原画）
- 爆れつハンター（原画）
- イーハトーブ幻想〜KENjIの春（原画）

1997年
- 機動戦艦ナデシコ（作画・原画）

1998年
- 南海奇皇（OP原画）
- 爆走兄弟レッツ&ゴー!!MAX（OP作画）

2000年
- BLOOD THE LAST VAMPIRE(作画監督)

2001年
- 機動天使エンジェリックレイヤー（原画）
- バンパイヤン・キッズ（作画監督）

2004年
- 妄想代理人（原画）
- お伽草子（キャラクターデザイン・総作画監督）

2005年
- 韋駄天翔（OP原画）
- BLOOD+（作画監督・OP作画監督）

2006年
- xxxHOLiC（キャラクターデザイン・作画監督）
- シュヴァリエ 〜Le Chevalier D'Eon〜（原画）

2007年
- おおきく振りかぶって（OP原画）
- REIDEEN（原画・作画監督）
- 電脳コイル（原画）

2008年
- xxxHOLiC◆継（キャラクターデザイン・作画監督・原画）
- 薬師寺涼子の怪奇事件簿（OPアニメーション原画）
- ワールド・デストラクション 〜世界撲滅の六人〜（ED原画）

2010年
- れでぃ×ばと!（原画）
- 戦国BASARA弐（原画・OP原画）

2011年
- 君に届け 2ND SEASON（原画）
- もしドラ（原画）
- BLOOD-C（アニメーションキャラクターデザイン・作画監督補佐・OP作画監督・OP原画）
- ブレイド（原画）
- はなかっぱ（エンディングアニメーション）

2012年
- シャイニング・ハーツ 〜幸せのパン〜（原画）
- 黒子のバスケ（OP2絵コンテ・OP2演出・OP2作画）

2013年
- ゆゆ式（エンドカード・原画）

2014年
- ハイキュー!!（ED2絵コンテ・ED2演出・ED2作画）
- アオハライド（作画監督）

2015年
- 攻殻機動隊 ARISE ALTERNATIVE ARCHITECTURE（総監督・キャラクターデザイン）

2016年
- ジョーカー・ゲーム（絵コンテ・演出・作画監督・原画）

2017年
- メイドインアビス（キャラクターデザイン・作画監督）
- ボールルームへようこそ（絵コンテ・演出・作画監督・原画）

2018年
- 魔法使いの嫁（OP2絵コンテ・OP2演出・OP2原画）

2019年
- 真・中華一番!（作画監督・原画・第2原画）

2021年
- プラチナエンド（2021年 - 2022年、2ndシリーズディレクター・絵コンテ・総作画監督）
- 海賊王女（演出・作画監督）

2022年
- メイドインアビス 烈日の黄金郷（キャラクターデザイン）
- アオアシ（作画監督）

2023年
- 火狩りの王（総作画監督）
- 天国大魔境（作画監督）

2024年
- 怪獣8号（作画監督）
- グレンダイザーU（原画）

### 劇場アニメ
1989年
- 機動警察パトレイバー the Movie（作画監督）

1990年
- チスト みどりのおやゆび（作画監督）
- MAROKO 麿子（原画）
- 「エイジ」（原画）

1991年
- アルスラーン戦記（作画監督）
- 老人Z（原画）

1992年
- 風の大陸（作画監督）
- トーキング・ヘッド（原画）

1993年
- 機動警察パトレイバー 2 the Movie（作画監督・レイアウト・原画）

1994年
- ダークサイド・ブルース（原画）

1995年
- GHOST IN THE SHELL / 攻殻機動隊（作画監督・レイアウト・原画）

1997年
- 新世紀エヴァンゲリオン劇場版 シト新生（作画監督）
- 新世紀エヴァンゲリオン劇場版 Air/まごころを、君に（作画監督）
- 爆走兄弟レッツ&ゴー!! WGP 暴走ミニ四駆大追跡!（作画協力・原画）

1998年
- 機動戦艦ナデシコ -The prince of darkness-（原画）

2000年
- BLOOD THE LAST VAMPIRE（作画監督）
- 人狼 JIN-ROH（銃器設定）

2001年
- サクラ大戦 活動写真（作画監督）
- VAMPIRE HUNTER D（原画）

2003年
- WXIII 機動警察パトレイバー（作画監督）

2004年
- イノセンス（作画監督・原画）

2005年
- 劇場版xxxHOLiC 真夏ノ夜ノ夢（キャラクターデザイン・作画監督）
- ブラック・ジャック ふたりの黒い医者（原画）

2006年
- 攻殻機動隊 STAND ALONE COMPLEX Solid State Society（原画）
- ゲド戦記（原画）

2007年
- ヱヴァンゲリヲン新劇場版:序（作画監督）

2008年
- スカイ・クロラ The Sky Crawlers（原画）

2009年
- 宮本武蔵 -双剣に馳せる夢-（作画監督）
- ヱヴァンゲリヲン新劇場版:破（原画）
- ホッタラケの島 〜遥と魔法の鏡〜（遥デザインスーパーバイザー）
- テイルズ オブ ヴェスペリア 〜The First Strike〜（作画監督）
- 東のエデン 劇場版I The King of Eden（作画監督）

2010年
- 東のエデン 劇場版II Paradise Lost（作画監督）
- 劇場版“文学少女”（作画監督）

2011年
- たんすわらし。（原案・監督・演出・キャラクターデザイン）
- 劇場版 戦国BASARA -The Last Party-（作画監督・原画）
- 劇場版ポケットモンスター ベストウイッシュ ビクティニと黒き英雄 ゼクロム・白き英雄 レシラム（作画監督・原画）

2012年
- ももへの手紙（2012年）原画
- 劇場版 BLOOD-C The Last Dark（キャラクターデザイン・総作画監督）
- 劇場版ポケットモンスター ベストウイッシュ キュレムVS聖剣士 ケルディオ（原画）

2013年
- Kick-Heart（PRO-WRESTLING CONSULTANT）
- 攻殻機動隊 ARISE（総監督・キャラクターデザイン・border:3監督・border:3作画監督）

2014年
- ジョバンニの島（原画）
- 宇宙戦艦ヤマト2199 星巡る方舟（作画監督）

2015年
- 攻殻機動隊 新劇場版（総監督・キャラクターデザイン）
- MINT（作画監督）

2016年
- 君の名は。（作画監督）

2017年
- ひるね姫 〜知らないワタシの物語〜（作画監督）

2020年
- 劇場版 Fate/Grand Order -神聖円卓領域キャメロット- 前編 Wandering; Agateram（キャラクターデザイン・総作画監督・作画監督・演出・絵コンテ）
- メイドインアビス 深き魂の黎明（キャラクターデザイン）

2021年
- 劇場版 Fate/Grand Order -神聖円卓領域キャメロット- 後編 Paladin; Agateram（キャラクターデザイン）

2022年
- 鹿の王 ユナと約束の旅（原画）

### OVA
- ドリームハンター麗夢（1985年）原画
- ダーティペアの大勝負 ノーランディアの謎（1985年）原画
- トゥインクルハート 銀河系までとどかない（1986年）メカニカル作画監督
- ブラックマジック M-66（1987年）原画
- 機動警察パトレイバー（1988年）作画監督・原画
- 赤い光弾ジリオン 歌姫夜曲 BURNING NIGHT（1988年）作画監督
- 機甲猟兵メロウリンク（1988年）原画
- 銀河英雄伝説（1988年-1989年）ゲストキャラクター原案・作画監督
- 戦国奇譚妖刀伝III -炎情の章-（1989年）原画
- アッセンブル・インサート（1989年）原画
- NEWドリームハンター麗夢 夢の騎士達（1990年）原画
- 毎日が日曜日（1990年）キャラクターデザイン・作画監督・原画
- 八神くんの家庭の事情（1990年）キャラクターデザイン・作画監督・原画
- しあわせのかたち（1990年）作画監督・原画
- SOL BIANCA（1990年）原画
- 乙姫CONNECTION（1991年）原画
- THE八犬伝（1991年）原画
- スケバン刑事（1991年）原画
- KO世紀ビースト三獣士II（1991年）原画
- 電影少女 -VIDEO GIRL AI-（1992年）作画監督・原画
- HUMANE SOCIETY 〜人類愛に満ちた社会〜（1992年）キャラクターデザイン・作画監督
- ふぁんたじあ（1993年）キャラクターデザイン・作画監督
- 流星機ガクセイバー（1993年）原画
- 爆炎CAMPUSガードレス（1994年）キャラクターデザイン・作画監督
- BRONZE ZETSUAI since 1989（1996年）キャラクターデザイン・作画監督・原画
- BLUE SEED2（1996年）原画
- ゲキ・ガンガー3 熱血大決戦!!（1998年）原画
- 電脳戦隊ヴギィ'ズ★エンジェル（1998年）原画
- ブラック・ジャック（2000年）原画

### Webアニメ
- 孤独のグルメ（2017年）監督

### ゲーム
- ルイン 神の遺産（PCエンジン、1993年）原画
- サンサーラ・ナーガ2（1994年）作画
- 鉄拳3（PS版、1998年）アニメーションキャラクターデザイン、作画監督
- サクラ大戦2 〜君、死にたもうことなかれ〜（SS版、1998年）OP作画
- ダブルキャスト（PS版、1998年）原画
- テイルズ オブ ファンタジア（PS版、1998年）アニメパート原画
- 金田一少年の事件簿3 青龍伝説殺人事件（1999年）原画
- BLOOD THE LAST VAMPIRE（2000年）原画
- 機動警察パトレイバー 〜ゲームエディション〜（2000年）作画監督
- サクラ大戦3 〜巴里は燃えているか〜（2001年）OP原画
- サーヴィランス 監視者（2002年）原画
- サクラ大戦4 〜恋せよ乙女〜（DC版、2002年）OP原画
- OVER THE MONOCHROME RAINBOW featuring SHOGO HAMADA（2003年）アニメパート監督・作画監督・原画
- ヴァン・ヘルシング（2004年）アニメーションディレクター
- テイルズ オブ ジ アビス（2005年）アニメーションパート原画
- ドラベース2 熱闘ウルトラスタジアム（2009年）オープニングアニメーション原画

### CM
- MURPHY'S IRISH STOUT（1997年）キャラクターデザイン・作画
- NEXT A-Class（2012年）作画監督

### ミュージック・ビデオ
- ミレーヌ・ファルメール『Peut-Etre Toi』（2004年）アニメパートキャラクターデザイン・作画監督
- GLAY『Je t'aime』（2010年）原画

## 出演
- WACOM…ペンタブレットのCMに出演。